# 마르틴 폰실루오마
칼 마르틴 폰실루오마(스웨덴어: Karl Martin Ponsiluoma, 1995년 9월 8일~)는 스웨덴의 바이애슬론 선수이다. 올림픽에 2회 참가하여 2022년 동계 올림픽에서 남자 집단 출발 종목 은메달을 획득했다. 또한 세계 선수권 대회에서 금메달 2개, 은메달 2개, 동메달 3개를 획득했다.

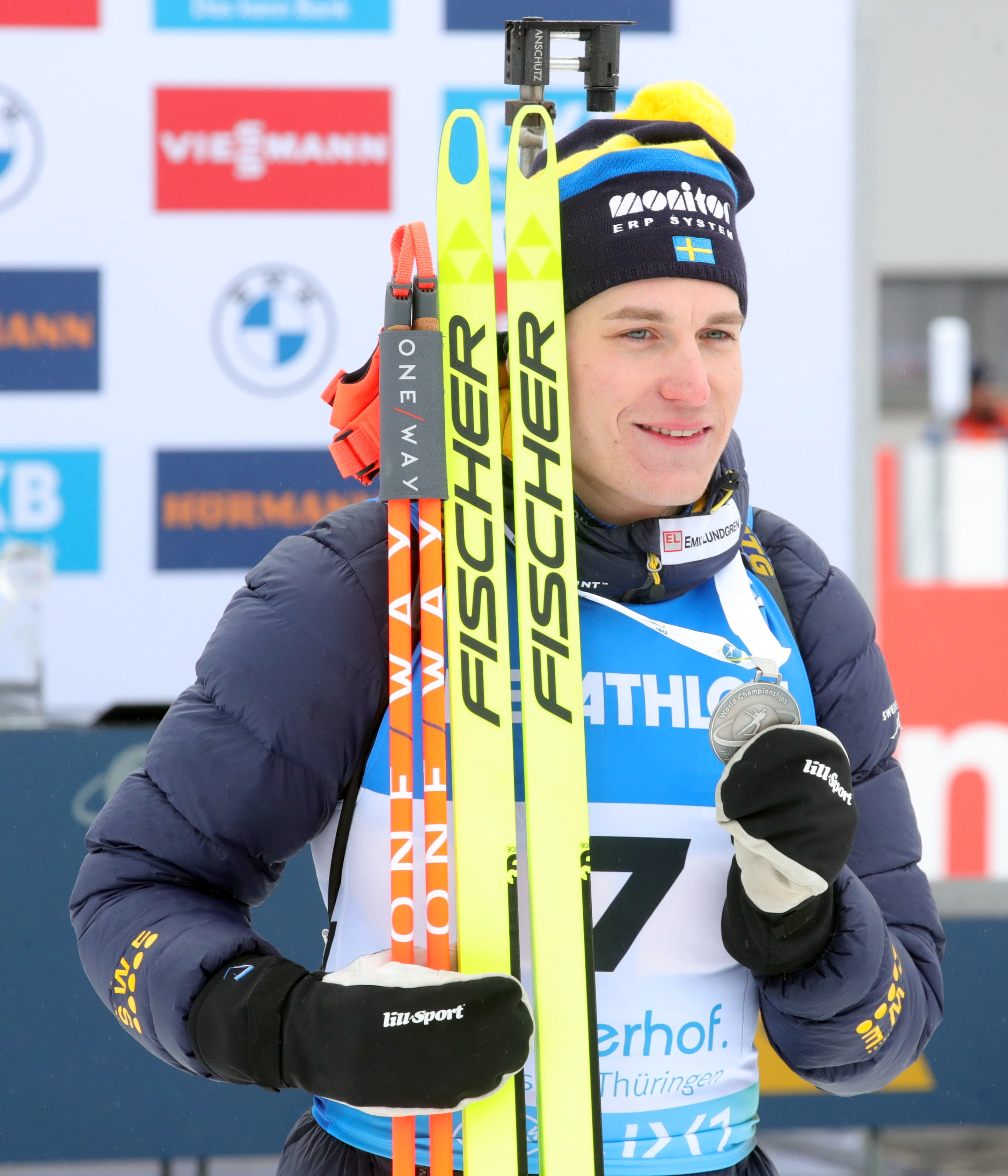
2023년 세계 선수권 대회 당시의 폰실루오마